# かたつむり (お笑い)
かたつむりは、吉本興業東京本社（東京吉本）に所属する日本のお笑いトリオ。NSC東京校10期出身。
2009年11月末にコンビとしての活動を休止し、2012年12月1日より再始動。2017年1月1日にピーチが加入、トリオとして活動を開始した。

## メンバー
中澤 本鮪（なかざわ ほんまぐろ、1984年1月6日 - ）（41歳）
ボケ担当。
東京都出身。身長174 cm、体重75 kg、血液型B型。
趣味は野球観戦、麻雀、映画鑑賞。特技は料理、野球。野球ではリトルリーグの全国大会と中学のポニーリーグの全国大会で、いずれも3位の成績を収めていた。
2012年9月更新のブログにて、コンビとしての活動再開を発表した。

林 万介（はやし まんすけ、1982年3月14日 - ）（43歳）
ツッコミ担当。
旧芸名および本名、林 大介（はやし だいすけ）。2022年2月16日を以て、現芸名に改名。
東京都調布市出身。身長178 cm、体重65 kg、血液型A型。
趣味はスケートボード、空手、料理、絵を描くこと、グラフィックアート。特技はスケートボード、野球。
R-1ぐらんぷり2011準決勝進出。

ピーチ（1981年7月31日 - ）（44歳）
ボケ担当。
本名、岡部 秀範（おかべ ひでのり）。
福島県出身。身長170 cm、体重60 kg。血液型A型。
趣味はサッカー、麻雀、将棋、映画鑑賞、桃太郎電鉄。特技はサッカー、フットサル、麻雀。
2018年9月16日に行われた単独ライブにて芸名を「ワンチャンス岡部」に改名するも、同年10月17日に自身のInstagramで「キーマン岡部」に再改名したことを公表。また、同年11月11日に自身のInstagramで「ニュー岡部」に再々改名したことを公表した。
2022年9月21日を以て「ピーチ」に再々々改名。
事務所の2年先輩である尾形貴弘（パンサー）率いる「尾形軍団」の一員。

## 概要
結成当初は中澤と林によるコンビだった。コンビ名およびトリオ名は旧コンビ名（マインドコントロール）が意味的にあまり良くないということで改名する運びとなり、当時が6月だったため「かたつむり」に決まったのが由来。後でかたつむりについて調べると「前にしか進めない」「極寒の地でも生きてゆける」などの特徴があり、後付けだがそれも由来の1つとしている。
2009年11月末を以て、中澤が実家の居酒屋を手伝うためコンビとしての活動を無期限休止とすることを発表。中澤本人のブログでも発表された。その後、2012年9月5日に行われたかたつむり林単独ライブ「はげて 太って 死んで 終わり。」にてコンビが揃い、かたつむりの復活を発表。しばらくはコンビで活動していたが、ペペを解散してピン芸人となったピーチが林に相談。居酒屋で中澤を含めた3人が合流し、トリオになることを決めたという。そして2016年12月13日開催の単独ライブ「マインドコントロール」にて、年始からピーチが加入する形でトリオとして活動する旨を発表した。
2021年7月のムゲンダイユースカップで優勝を果たし、ヨシモト∞ホールの看板芸人である「ムゲンダイレギュラー」入り。この時点からレギュラー陣で最もメンバーの芸歴が古いグループとなる（2022年3月に同期のうるとらブギーズが卒業）。

## 芸風
主にコントで、キングオブコントでは2020年大会・2023年大会にて準決勝まで進出経験がある。

## 出演

### テレビ
- コンバット（フジテレビ） - 番組開始時から2007年6月まで
- あらびき団（TBSテレビ、2009年時点で計8回出演） - 活動休止を発表した2009年11月18日の放送では、過去のネタを交えたプロモーション映像が放送された。
- 音笑!MMM（日本テレビ、2009年1月27日）
- 新しい波16（フジテレビ） - 2009年2月9日（16回目）「炎のライバル対決SP!!」としてライスと共に出演
- U・LA・LA@7（TOKYO MX、2009年7月14日） - 『よしもとうららちゃん』コーナー
- エンタの天使（日本テレビ） - 2009年7月29日（第11回）、キャッチコピーは「わがままフリースタイル」
- オンバト+ （NHK総合） - 戦績1勝1敗 最高501KB
- フットンダ（中京テレビ、2013年10月1日） - 林のみ
- 新春さんま総選挙2017（TBSテレビ、2017年1月3日） - 林のみ
- 水曜日のダウンタウン（TBSテレビ、2017年2月22日） - 林のみ、若手芸人「50音の何を言われても○○で返すネタ」についつい手を出す説
- 極楽とんぼKAKERUTV（AbemaTV、2017年6月15日） - 林のみ
- 木曜ドラマF「リピート 〜運命を変える10か月〜」（読売テレビ、2018年1月18日） - 林のみ
- 水曜日のダウンタウン（TBSテレビ、2020年1月22日） - ピーチのみ
- 全力!脱力タイムズ（フジテレビ、2021年12月3日）
- アメトーーク!（テレビ朝日、2022年5月19日） - 林のみ、「売れてないのに子供いる芸人」として出演
- ラヴィット!（TBSテレビ 2022年9月27日、2023年1月4日、2月14日） - 中澤のみ
- お笑いワイドショー マルコポロリ!（関西テレビ 2023年3月5日(ピーチのみ)、7月16日）
- かまいガチ（テレビ朝日、2023年6月7日）- 中澤のみ
- 水曜日のダウンタウン（TBSテレビ、2024年7月24日）-ピーチのみ、「ドッキリの仕掛け人、モニタリング中にターゲットのエグい秘密知っちゃっても一旦は見て見ぬフリする説」

### ライブなど
- 「パパはヒットマン」（2007年8月18日 - 24日）
- 「恋の身代金」（2008年6月24日 - 29日）
- 「籠の城」（2008年10月7日 - 13日）
- 「セレーサ」（2009年1月7日 - 12日）
- 「前夜じゃ!〜東京シュール5〜」（2009年5月26日 - 31日）
- 「暗闇のラブソング」（2009年7月12日 - 16日）
- 「暇だったから」（2009年9月15日 - 20日） - 主演
- 「ジパングエクスプレス」（2009年11月18日 - 23日」 - 林のみ
- 「10年計画ボーイズ－前編－煩悩のマシンガン」（2009年12月27日 - 30日） - 林のみ
- 「夢の中の君へ」（2010年1月13日 - 17日） - 林のみ
- 「ある妖怪のおはなし」（2010年5月25日 - 30日） - 林のみ
- 「野菜とキュウリとごめんなさい」（2010年8月10日 - 15日） - 林主演
- 「寅の微笑み、兎飛べ〜少し変わった、全部変わるか〜」（2010年12月26日 - 30日） - 林のみ
- 「寅の微笑み、兎飛べ〜地に足なんて、着けてたまるか〜」（2011年1月3日 - 7日） - 林のみ
- 「BIRD THE HAT vs キュウリ〜虹色のピリオド〜」（2011年2月16日 - 21日） - 林のみ
- 「花曇」（2011年4月12日 - 17日） - 林のみ
- 「ロックンダディロールヒーロー♪〜Rock'n Daddy Roll Hero♪〜」（2011年6月28日 - 7月3日） - 林主演
- 「わたあめ、チューした、タララッタ」（2011年8月6日 - 14日） - 林のみ
- 「キミハ・シラナイ」（2011年9月13日 - 18日） - 林のみ
- 「今宵､」（2011年11月15日 - 20日） - 林のみ
- 「WE KISS LOVESTORY」（2011年12月26日 - 30日） - 林のみ
- 「WE KISS LOVESTORY Ⅱ」（2012年1月2日 - 6日） - 林のみ
- 「引っ越し先は…?」（2012年2月14日 - 19日） - 林のみ
- 「マンボウやしろ襲名記念公演　エクセレント!!」（2012年4月18日 - 23日） - 林のみ
- 「スリーピース」（2012年5月15日 - 20日） - 林のみ
- 「バーボン65」（2012年7月3日 - 8日） - 林のみ
- 「ワクワクドキドキよ〜いドン!〜WDYD〜」（2012年8月14日 - 19日） - 林のみ
- 「キノコ」（2012年10月2日 - 7日） - 林のみ
- 「Money X'mas」（2012年11月21日 - 26日） - 林主演
- 「メリークリスマス“4”ユー! 〜four again〜」（2012年12月21日 - 12月25日）
- 「マジで忠臣蔵!!前編」（2012年12月26日 - 30日） - 主演
- 「マジで忠臣蔵!!後編」（2013年1月3日 - 7日） - 主演
- 「目を閉じて、、、よ」（2013年1月8日 - 15日） - 中澤のみ
- 「エクセレント!!〜言葉が無くても届くもの〜」（2013年1月16日 - 21日） - 林のみ
- 「Re:いいよ」（2013年2月26日 - 3月4日） - 林のみ
- 「ピカロス11」（2013年6月4日 - 9日）
- 「彼氏がデキました」（2013年7月16日 - 7月21日） - 主演
- 「青木さん家の奥さん」（2013年11月13日 - 18日） - 主演
- 「Skyrocket CompanyライブミーティングVol.1勤曜感謝祭supported by ICE WATCH」（2013年11月22日）
- 「西遊記物語」（2013年12月27日 - 12月30日）
- インポッシブル特別公演「mission:Impossible」（2014年1月15日 - 19日）
- 「のぼせもんたち」（2014年3月13日 - 17日）
- 「あの桜が咲く頃に」（2014年4月24日 - 5月1日） - 主演
- 「私立刑務所」（2014年5月8日 - 12日）
- 「生武運 〜SEVEN〜」（2014年7月1日 - 6日） - 林の主演
- 「H・PE」（2014年10月8日 - 9日、10月11日 - 13日）
- 「最高から二番目の聖夜(クリスマス)」（2014年12月19日 - 23日） - 主演
- 「西遊記物語〜書の壱〜」（2015年1月8日、1月10日 - 13日） - 主演
- 「西遊記物語〜書の弐〜」（2015年1月15日 - 20日） - 主演
- 「伊藤真奈美&藤田記子〜女のグチャグチャ〜」（2015年4月4日 - 5日）※5日のみゲスト出演
- 「タカリ語り、リリ」（2017年4月19日 - 23日）
- 「動くな。」（2017年6月2日 - 3日）
- 「10年計画ボーイズ2018 前編〜煩悩のマシンガン〜」（2017年12月29日 - 31日）
- 「10年計画ボーイズ2018 後編〜ポチ袋のエクスタシー〜」（2018年1月5日 - 7日）

## 単独ライブ
- 2008年2月10日 - 『酔宴』（渋谷シアターD - 初単独ライブ）
- 2008年7月28日 - 『粋舞』（新宿シアターブラッツ）
- 2009年2月27日 - 『庵呑』（新宿シアターブラッツ）
- 2009年9月1日 - 『喝祭』（新宿シアターブラッツ）
- 2012年9月5日 -　かたつむり林単独ライブ『はげて 太って 死んで 終わり。』（東京・西新宿ハーモニックホール）
- 2012年12月1日 - 『復活』（渋谷区文化総合センター大和田 伝承ホール）
- 2016年12月13日 - かたつむり単独ライブ「マインドコントロール」（東京・ヨシモト∞ホール）
- 2017年3月26日 - かたつむり単独ライブ「固いエリンギ」（新宿シアターモリエール） - トリオになって初の単独
- 2017年7月17日 - かたつむり大ネタ小ネタライブ「ネタつむり」（新宿シアターモリエール）
- 2018年4月30日 - かたつむり単独ライブ「マグロ」（神保町花月）
- 2018年9月16日 - かたつむり単独ライブ「ワンチャンス」（神保町花月）
- 2021年6月20日 - かたつむり単独ライブ｢愚直｣  (東京・ヨシモト∞ドームⅠ)
- 2025年3月5日 - さよなら無限大ホール　かたつむりコント60分1本勝負 (東京・ヨシモト∞ホール）

## 主催ライブ
- かたつむり presents 夏祭り2014「東京音頭」 in 金王八幡宮（2014年8月22日）
- かたつむり presents 夏祭り2015「東京音頭」in 金王八幡宮（2015年9月16日）
- かたつむり presents 夏祭り2016「東京音頭」in 金王八幡宮（2016年9月15日）
- かたつむりpresents 「東京音頭2017」in 金王八幡宮（2017年8月30日）